# Сен-Жюэри (кантон)
Сен-Жюэри́ (фр. Saint-Juéry) — кантон во Франции, находится в регионе Юг-Пиренеи, департамент Тарн. Входит в состав округа Альби.
Код INSEE кантона — 8104. В состав кантона входят 7 коммун. Центральный офис расположен в Сен-Жюэри.
Кантон был образован 22 марта 2015 года. В состав новообразованного кантона вошли коммуны упразднённых кантонов Вильфранш-д’Альбижуа (6 коммун), Реальмон (2 коммуны), Альби-Эст (1 коммуна) и Альби-Нор-Эст (1 коммуна).

## История
Новая норма административного деления, созданная декретом от 17 февраля 2014 года, вступила в силу на первых региональных (территориальных) выборах (новый тип выборов во Франции). Таким образом, единые территориальные выборы заменяют два вида голосования, существовавших до сих пор: региональные выборы и кантональные выборы (выборы генеральных советников). Первые выборы такого типа, на которых избирают одновременно и региональных советников (членов парламентов французских регионов), и генеральных советников (членов парламентов французских департаментов), состоялись в два тура 22 и 29 марта 2015 года. Эта дата официально считается датой создания новых кантонов и упразднения части старых. Начиная с этих выборов, советники избираются по смешанной системе (мажоритарной и пропорциональной). Избиратели каждого кантона выбирают Совет департамента (новое название генерального Совета): двух советников разного пола. Этот новый механизм голосования потребовал перераспределения коммун по кантонам, количество которых в департаменте уменьшилось вдвое с округлением итоговой величины вверх до нечётного числа в соответствии с условиями минимального порога, определённого статьёй 4 закона от 17 мая 2013 года.

## Коммуны кантона
| Коммуна       | Население, чел. (2012) | Почтовый индекс | Код INSEE |
| ------------- | ---------------------- | --------------- | --------- |
| Артес         | 2507                   | 81160           | 81018     |
| Дена          | 723                    | 81120           | 81079     |
| Камбон        | 2007                   | 81990           | 81052     |
| Кюнак         | 1549                   | 81990           | 81074     |
| Лабастид-Дена | 378                    | 81120           | 81113     |
| Сен-Жюэри     | 6715                   | 81160           | 81257     |
| Фрежероль     | 1314                   | 81990           | 81097     |